# Djamileh
Djamileh est un opéra comique en un acte de Georges Bizet sur un livret de Louis Gallet librement inspiré du conte oriental Namouna d'Alfred de Musset. Composé en 1871, l'ouvrage est créé à l'Opéra Comique le 22 mai 1872 sous la direction d'Adolphe Deloffre.

## Historique
C'est dans le recueil de ses Premières Poésies, que l'on trouve le conte Namouna, poème écrit par Alfred de Musset en 1832, troisième chant qui fait suite aux contes d'Espagne et d'Italie et au Spectacle dans un fauteuil.
Camille du Locle, directeur de l'Opéra-Comique, conseille en 1871 à Georges Bizet qui cherche alors un thème pour son prochain opéra, une pièce écrite quelques années plus tôt par Louis Gallet, basée sur Namouna. Après quelques hésitations, Bizet compose l'œuvre à la fin de l'été 1871, mais la première production fut retardée en raison de difficultés à trouver des chanteurs appropriés.
La première production à l'Opéra-Comique, au printemps 1871, fait partie d'un trio de nouvelles œuvres courtes : Le Passant d'Emile Paladilhe en avril, Djamileh de Georges Bizet en mai, et La princesse jaune de Camille Saint-Saëns en juin
Georges Bizet souhaitait avoir la mezzo-soprano Célestine Galli-Marié (la première Carmen) ou la soprano Marguerite Priola pour créer le rôle-titre de Djamileh. Elles chantaient toutes les deux dans l'opéra de Paladilhe, mais il dut accepter la mezzo-soprano Aline Prelly.
Djamileh fut créée le 22 mai 1872 à l'Opéra-Comique, à Paris. Bien que du Locle ait apporté un soin particulier aux costumes et aux décors, le rideau se baisse après dix représentations. L’œuvre n'est pas reprise à Paris avant le 27 octobre 1938. Hors de France, des productions sont montées à Stockholm (1889), Rome (1890), Dublin, Prague, Manchester et Berlin (1892).
Peu reprise et peu appréciée, « handicapée par une Aline Prelly notoirement insuffisante dans le rôle-titre » l’œuvre a cependant suscité l'admiration de Gustav Mahler, qui, après l'avoir présenté à Hambourg le 21 octobre 1892, dirigea dix-neuf représentations à l'Opéra national de Vienne entre 1898 et 1903, et de Richard Strauss, qui le considérait comme une source d'inspiration pour Ariane à Naxos.
Georges Bizet considère cependant qu'il a trouvé sa voie et dans ses lettres à Edmond Galabet, il écrit « Djamileh n’est pas un succès. Le poème est vraiment antithéâtral, et ma chanteuse a été au-dessus de toutes mes craintes », mais aussi « Ce qui me satisfait plus que l’opinion de tous ces messieurs, c’est la certitude absolue d’avoir trouvé ma voie. Je sais ce que je fais ».
Quelques grands chanteurs se sont illustrés dans les rôles de Djamileh comme le ténor Jussi Björling qui a chanté Haroun dans une reprise en 1933 d'une production antérieure à l'Opéra royal de Suède, à Stockholm.
L'Opéra de Saint Etienne a présenté Djamileh en avril 2007 en couplage avec Il Tabarro de Puccini dans une mise en scène de Christopher Alder
Des productions ont été montées en 2008 par le DCA Theater de Chicago et, en 2010, par l'Opera Theater de Pittsburgh, dirigées par Jonathan Eaton et mettant en vedette Matt Morgan dans le rôle de Haroun, Daniel Teadt dans celui de Splendiano et Christina Nassif dans le rôle-titre.
Plus récemment, au printemps 2016 une co-production entre l'Opéra de Rouen Normandie et la Comédie de Caen-CDN de Normandie est présentée à Rouen, Caen, Lillebonne et Neufchâtel-en-Bray dans une mise en scène de David Lescot. A l'automne 2021, une co-production entre Bru Zane France, Opéra de Tours, Angers Nantes Opéra, l’atelier lyrique de Tourcoing, Opéra de Toulon, permet à Djamileh de bénéficier de toute une série de représentations en couplage avec La Princesse Jaune, sous la direction de Laurent Campellone, dans une mise en scène de Géraldine Martineau,.

## Rôles, tessitures et distribution de la Première
| Rôle                                       | Voix          | Première, 22 mai 1872 (chef d'orchestre : Adolphe Deloffre) |
| ------------------------------------------ | ------------- | ----------------------------------------------------------- |
| Djamileh (esclave)                         | mezzo-soprano | Aline Prelly (Baronesse de Presles)                         |
| Haroun (prince)                            | ténor         | Alphonse Duchesne                                           |
| Splendiano (secrétaire du prince)          | baryton       | Pierre-Armand Potel                                         |
| Un marchand d'esclaves                     | rôle parlé    | M Julien                                                    |
| Chœur d'amis d'Haroun, esclaves, musiciens |               |                                                             |

## Synopsis

### Ouverture instrumentale[15]
Le palais d'Haroun, au Caire : au lever du rideau, Haroun et Splendiano sont en scène - Splendiano accroûpi devant une table basse et écrivant - Haroun étendu et fumant.

### Scène 1: Chœur et Rêverie
Un chœur hors scène chante à bouche fermée :« Le soleil va...ramène ta voile...C'est la fin du jour ».
Air d'Haroun : « Dans la blonde fumée...Qui monte parfumée »
Il rêve. Splendiano s'est assoupi peu à peu.
Djamileh entre par un porte latérale traverse lentement la scène et disparaît après avoir jeté un regard plein de tendresse sur Haroun qui ne la remarque pas.
Reprise des choeurs.

### Scène 2: Duo et Couplets
Duo Splendiano et Haroun : « Songez-y bien?...Vieux rhéteur, laisse donc ta pluie et ton soleil, Mon âme est un désert »
Air d'Haroun : « Tu veux savoir si je préfère, La mauresque aux yeux languissants, »
Air d'Haroun : « Dans la coupe qu'elle caresse,Ma lèvre en feu n'a qu'un trésor: »
Duo Splendiano et Haroun : « L'amour, l'amour »

### Scène 3: Trio etGhazel
Trio Djamileh, Haroun, puis Splendiano : « Quelle pâleur est sur ta joue?....J'ai fait un rêve! »
Ghazel, prélude puis air de Djamileh : « Nour-Eddin, roi de Lahore »

### Scène 4: Scène etChœur
Airs des Amis d'Haroun : « Quelle est cette belle, Dont l'oeil étincelle »

### Scène 5: chanson
Air des choeurs :« La fortune est femme, Pour qui la réclame »

### Scène 6:lamento
Air de Djamileh : « Sans doute l'heure est prochaine, Où je mourrai de ma peine! »

### Scène 7: L'Almée(Danse et Chœur)
Chœur des Amis d'Haroun : « Froide et lente, Indolente, Et les yeux assoupis, »

### Scène 8:Couplets
Air de Splendiano : « Il faut pour éteindre ma fièvre »

### Scène 9:DuoFinal
Duo Djamileh, Haroun : « Est-ce la crainte?...O nuit, sois moi propice »
Air de Djamileh : « Qu'à ma tremblante voix sa colère réponde...Que m'importe aujourd'hui? »
Air d'Haroun : « Ah! chère enfant, c'était une épreuve! O Djamileh! mon âme, mon seul bien, »
Splendiano a paru, il fait un geste de désespoir comique! Derrière lui se montrent les amis d'Haroun, à leur vue, Haroun ramène sur le visage de Djamileh le voile qu'elle avait laissé tomber sur ses épaules, puis il passe doucement avec elle.

## Argument
Dans le palais du sultan Haroun, Splendiano consulte les comptes de son maître et lorsque ce dernier s'enquiert de Djamileh, il lui répond qu'elle est dans les parages, toujours amoureuse et sans doute bientôt déçue par l'achèvement de son mois d'esclave favorite du sultan. Mais Haroun affirme son indifférence, il n'est pas amoureux et Splendiano espère alors pouvoir satisfaire son propre désir pour Djamileh.
Haroun demande qu’on lui serve le dîner. Djamileh entre, inquiète, et lui raconte son cauchemar quand elle se noyait dans la mer, cherchant vainement son mari pour la sauver. Haroun prend conscience de son attachement pour la belle esclave et la rassure.
Haroun offre un collier à Djamileh. Ses amis arrivent pour passer la nuit à jouer aux dés. Avant que Djamileh ne puisse partir, les hommes la voient et lui expriment leur admiration. Djamileh se rend compte qu'elle va perdre sa relation avec le sultan ce qui la rend très malheureuse, tandis que Splendiano est sûr de réussir sa conquête. Il explique à Djamileh qu'elle doit partir et retrouver sa liberté - et lui offre son amour. Elle ruse alors et lui propose de la présenter à Haroun, déguisée en la prochaine esclave, et promet que si elle ne parvient pas à gagner le cœur de Haroun de cette façon, elle se donnera à Splendiano. Seule, elle exprime son inquiétude quant à son destin et à la fragilité de l'amour.
Devant l'irritation d'Haroun, Splendiano interrompt le jeu pour dire que le marchand d'esclaves a amené une nouvelle fille, qui danse alors une almée ; Haroun se montre indifférent et retourne au jeu. Splendiano demande au marchand de remplacer la danseuse par Djamileh, tout en étant certain qu'elle sera bientôt sienne.
Voilée, Djamileh entre dans le costume de danseuse et, intimidée et nerveuse, fait mine de sortir. Haroun, à présent séduit, envoie Splendiano prendre sa place à la table de jeu.
Djamileh pleure, mais Haroun la console. Alors que le clair de lune illumine la pièce, Haroun la reconnaît et commence à comprendre qu'elle l'aime. Il essaie de résister à ses propres sentiments mais finit par céder. Splendiano a perdu.

## Musique et orchestration
Malgré le manque de drame ou de caractérisation forte dans le livret, Bizet a réussi à surmonter ces faiblesses avec une musique fortement évocatrice.
Le chœur hors scène évoquant le coucher de soleil sur le Nil, les humeurs changeantes d'Haroun et les couplets spirituels de Splendiano (ces derniers étant plus traditionnels dans l'opéra-comique) témoignent du développement des qualités musicales orchestrales de Bizet qui s'expriment dès l'ouverture, haute en couleur et en contrastes.
Lors de la production viennoise, le critique Eduard Hanslick a été particulièrement séduit par l'exotisme de L'Almée, danse et choeurs.
Orchestration : 2 flûtes (dont une doublant le piccolo), 2 hautbois (dont un doublant le cor anglais), 2 clarinettes, 2 bassons, 4 cors, 2 cornets, 3 trombones, timbales, percussions, harpe, cordes. Sur scène : piano et tambourin, harpe.

## Discographie et vidéographie
- Djamileh : avec Lucia Popp, Franco Bonisolli, Jean-Philippe Lafont, sous la direction musicale de Lamberto Gardelli - Munich Radio Orchestra) 1988. Label: Orfeo
- Djamileh : avec Marie-Ange Todorovitch, Jean-Luc Maurette, François Le Roux, Jean-Louis Grinfeld, le Chœur Régional Vittoria d'Ile de France, sous la direction de Michel Piquemal, l'Orchestre National d'Ile de France sous la direction de Jacques Mercier. 1 CD RCA 1999.
- Djemileh : représentation filmée au Théâtre impérial de Compiègne, dans la mise en scène de Pierre Jourdan, avec l'Orchestre Français Albéric Magnard sous la direction musicale de Miquel Ortega avec  Marie Gautrot, Sébastien Guèze, Armando Noguera, Jean-Loup Pagésy, Pierrick Boisseau, Lionel Muzin, Stéphane Malbec-Garcia, Catherine Handis-Aumon - DVD DOM - 2009.
- Djamileh : avec Jennifer Feinstein ; Eric Barry ; George Mosley ; Piotr Kaminski et le Chœur de chambre de Poznan (chef de chœur : Bartosz Michalowski), lOrchestre Philharmonique de Poznan, direction : Łukasz Borowicz. Enregistré en 2017 lors du Ludwig Van Beethoven Easter Festival - 1 CD Dux 2018[16]

## Source
- John Warrack, Harold Rosenthal, Guide de l'opéra Fayard 1986 p.217